# بخارای شریف

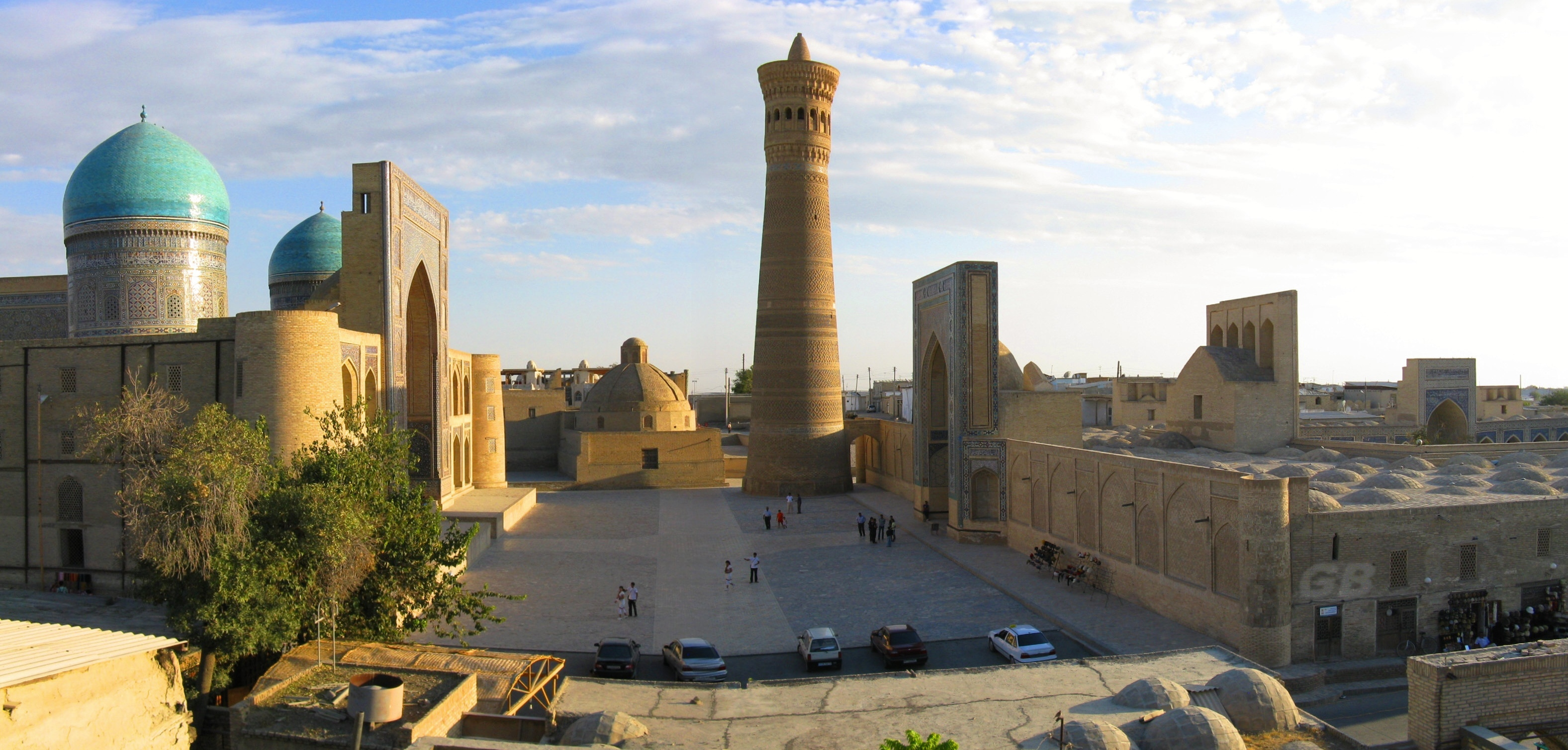
مدرسه میر عرب، مناره کلان و مدرسه خان در بخارا

«بخارای شریف» (به الفبای فارسی تاجیکی: Бухорои Шариф) یکی از رایج‌ترین نام‌های شهر تاریخی بخارا است. در قرون وسطی، در سراسر جهان اسلام به هفت شهر مکه، مدینه، بیت‌المقدس، بغداد، دمشق، مزار شریف و بخارا به دلیل شهرت به عنوان یک مرکز یادگیری علوم اسلامی، عنوان «شریف» داده شد. از بخارا بزرگان دینی و راویان حدیث بسیاری همچون امام بخاری برخاسته‌اند.
بخارا در طول تاریخ از القاب پرشماری برخوردار بوده که یکی از دیگر لقب‌های مشهور آن «فاخره» است که به معنای شهر پرافتخار است. به گفته نرشخی، تاریخ‌نویس ایرانی قرن چهارم هجری، این نام به احترام شهدایی است که برای پایداری اسلام کشته شدند. «قبه‌الاسلام» (گنبد اسلام) دیگر لقب بخارا است که در اوایل قرن نهم میلادی در پی تبدیل بخارا به یکی از قویترین مراکز فقه، اخلاق و فرهنگ اسلام در شرق به کار می‌رفت.
در قرون وسطی، بخارا نه تنها به عنوان یک مرکز مهم اسلامی، بلکه به عنوان مرکزی علمی و فرهنگ مشهور شد. هزاران دانشجو در قرون مختلف در نزدیک به ۲۰۰ مدرسه ساخته شده در بخارا دانش‌های دینی و دنیوی کسب کرده و روشنگری را در سراسر آسیای میانه گسترش دادند. به لطف کارهای شیخ سیف‌الدین باخرزی، شهرت بخارا در جهان اسلام بیش از پیش گسترش یافت. به همین دلیل، از قرن سیزدهم به بعد، صفت «شریف» را به آن دادند که به معنای ارجمند و بزرگوار است. از این تاریخ حاکمان بخارا سکه‌هایی با نوشته «ضرب بخارای شریف» تولید کردند.
بخارا یکی از مراکز اصلی فرهنگی ایرانیان در قرون سوم و چهارم بود و کسانی چون ابوعلی سینا، که متولد این شهر است، فارابی، ابوریحان بیرونی، خوارزمی و صدها دانشمند ایرانی در بخارا زیسته‌اند. در سال ۱۹۲۴ میلادی سمرقند و بخارا به دنبال سیاست‌های تفرقه افکنانه شوروی پیشین از تاجیکستان جدا شد و به ازبکستان پیوست.